# Paspalum ligulare
Paspalum ligulare är en gräsart som beskrevs av Christian Gottfried Daniel Nees von Esenbeck. Paspalum ligulare ingår i släktet tvillinghirser, och familjen gräs. Inga underarter finns listade i Catalogue of Life.